# Baronia brevicornis
Baronia brevicornis Bryk, 1913, è una farfalla della famiglia Papilionidae, endemica del Messico.
È l'unica specie del genere Baronia e della sottofamiglia Baroniinae.